# Каустик
Ка́устик або ка́встик (лат. causticus, дав.-гр. καυστικός, kaustikós «те, що горить») — технічна назва їдких лугів, зокрема їдкого натру. Інша назва — каустична сода, NaOH. Широко застосовують у промисловості, зокрема, як рН-регулятор технологічних процесів.

## Дотичні терміни
Каустичний (рос. каустический, англ. caustic, нім. kaustisch) — пов'язаний з каустиком. Останній застосовують у хімічній, нафтовій, текстильній, паперовій та інших галузях промисловості.